# Вискяр
Вискя́р (болг. Вискяр) — село в Перницькій області Болгарії. Входить до складу общини Перник.

## Населення
За даними перепису населення 2011 року у селі проживали 102 особи, усі — болгари.
Розподіл населення за віком у 2011 році:
Динаміка населення: